# ゲイシャ

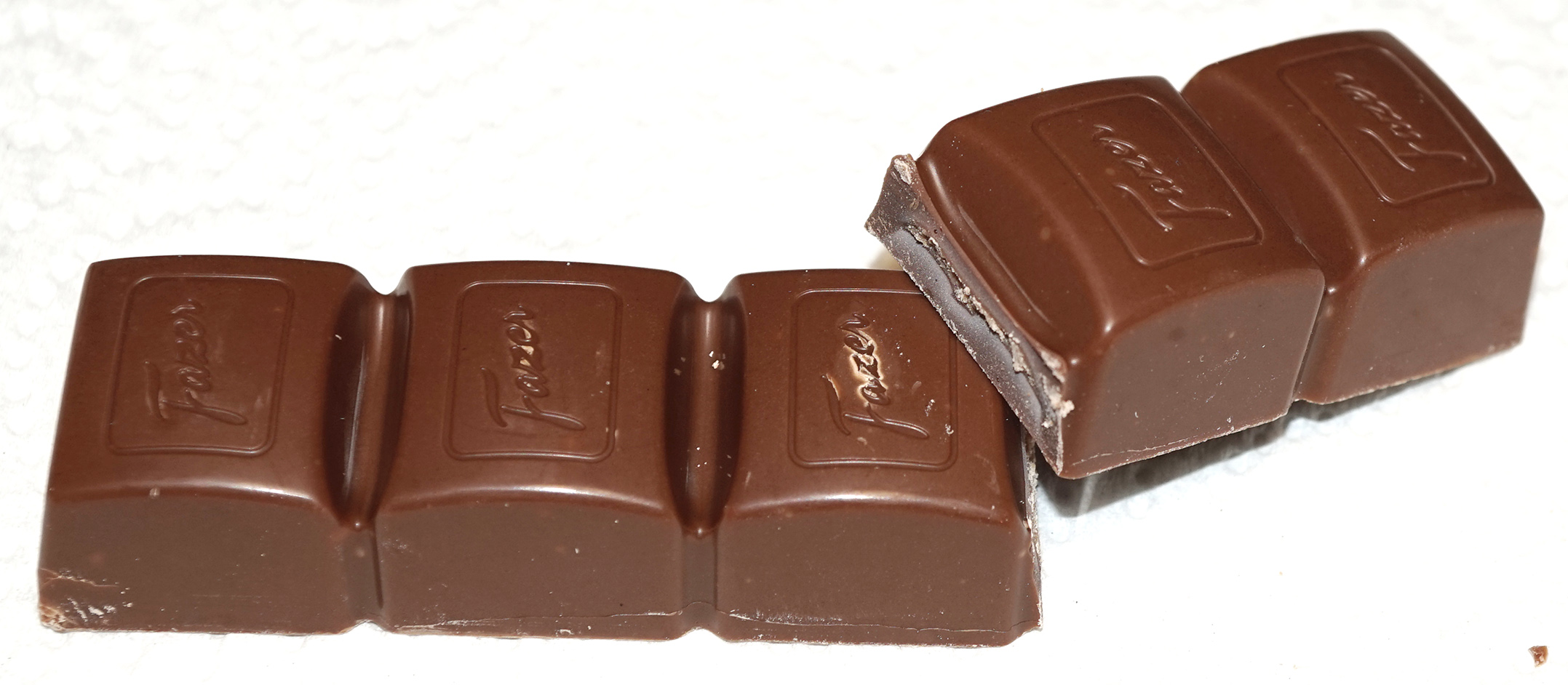
フッツァー社の「ゲイシャ」

ゲイシャ (Geisha) は、フィンランドのファッツェル (Fazer) 社が製造、販売しているチョコレートで、板チョコ、チョコバー、粒チョコなどの形状がある。外側のミルク・チョコレートの層の中には、ヘーゼルナッツ入りのフィリングが詰まっている。
ファッツェルは、20世紀はじめから「ゲイシャ」をブランドのひとつとして用いていたとされ、1908年からキャンディのブランドとしていた、あるいは、1910年からキャラメルのブランドとしていた、などと説明されている。
ゲイシャの名を冠したチョコレートは、1962年から製造されるようになった。ミルク・チョコレートの中に、ペイストリーの詰め物として人気のあるフィリングを詰めるのは、ペーター・ファッツェル (Peter Fazer) の発案である。
この菓子の名は、日本の芸者から来ている。2006年までは、薄いピンク色の包装紙に、「結い上げた髪にかんざしを挿し、白地に赤い花模様の振袖を着た女性が、左向きに正座して座り、小首を傾げて正面を見ている」、「左手に日の丸のついた大きな扇子を広げて」いる女性の姿が、金色の扇型を背景に、描かれていた。
2006年以降は、それまで商品のパッケージに描かれていた芸者（正確には、芸者の見習いである舞妓）のキャラクターが取り除かれ、なくなった。
2006年には、ゲイシャ・ブランドのアイスクリームが発売された。